# Carolina Albuquerque
Carolina Demartini Albuquerque („Carol“, * 25. Juli 1977 in Porto Alegre) ist eine brasilianische Volleyballspielerin.
Carol gewann mit der brasilianischen Nationalmannschaft bei den Olympischen Spielen 2008 in Peking die Goldmedaille. Außerdem wurde sie 1999 Siegerin bei den Panamerikanischen Spielen und 2006 Vizeweltmeisterin. Hinzu kommen drei Siege beim Volleyball World Grand Prix.
Die Zuspielerin war bei verschiedenen brasilianischen Vereinen aktiv und gewann mit Osasco Voleibol Clube jeweils zweimal die nationale Meisterschaft und den Pokal. 2012 spielte sie auch in Spanien bei Vóley Murcia.